# رجل الطب
رجل الطب أو امرأة الطب هو أو هي معالج تقليدي وقائد روحي يخدم مجتمع السكان الأصليين. الثقافات الفردية لها أسماء خاصة بهم، في اللغات الأصلية لكل منها، بالنسبة للمعالجين الروحانيين والقادة الشعائريين في ثقافاتهم الخاصة.

## رجل وامرأة الطب في أمريكا الشمالية

### السياق الثقافي

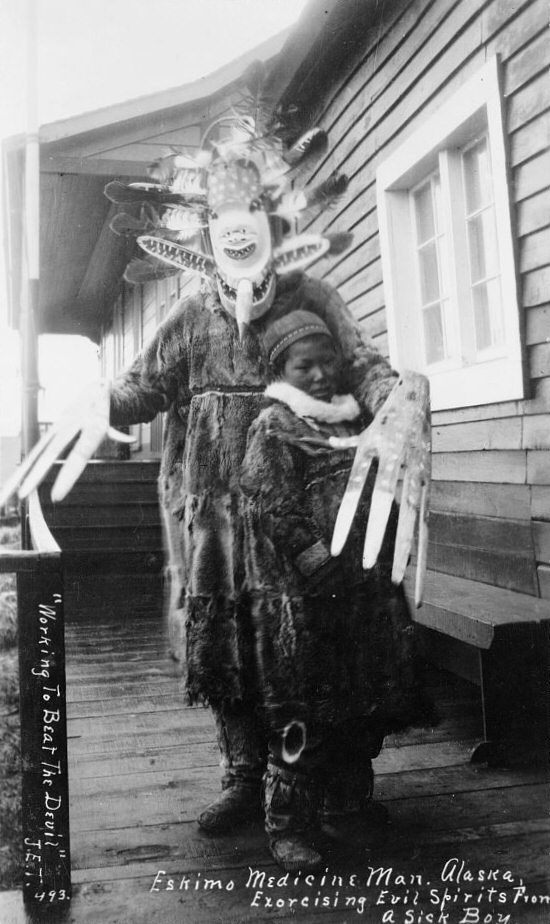
رجل طب يقوم بطرد الأرواح الشريرة من صبي مريض في نوشاجاك، في الاسكا عام 1890.

في سياق شعائر مجتمعات السكان الأصليين في أمريكا الشمالية، «الطب» عادة ما يشير إلى الشفاء الروحي. رجال ونساء الطب / لا ينبغي أن يحتاروا مع أولئك الذين يستخدمون النباتات الطبية الأمريكية، ممارسة شائعة جدا في عدد كبير من عائلات الهنود الحمر والولايات الأولى. مصطلحات «رجال الطب» أو «رجال الشعائر» تستخدم أحيانا في مجتمعات الهنود الحمر والولايات الأولى، على سبيل المثال، عندما يكتب أروين نوتال (شيروكي) من المتحف الوطني للهنود الأميركيين،
«إن المعرفة التي أخذت بواسطة رجال الطب مميزة وغالبا ما تزال تلك المعرفة موجودة في أسر معينة».
الهنود الحمر يمتنعون تماما عن مناقشة قضايا الطب أو رجال الطب مع غير الهنود. في بعض الثقافات، فإن الناس لن يناقشوا هذه المسائل حتى مع هنود من قبائل أخرى. في معظم القبائل، يحظر شيوخ الطب من الإعلان أو تقديم أنفسهم على هذا النحو. كما يكتب نوتال، "أن التحقيق مع شخص من الهنود الحمر حول المعتقدات الدينية أو الشعائر غالبا ما ينظر إليه بعين الريبة. وأحد الأمثلة على ذلك هو حبل الطب أباتشي أو ايزي - كلوث غرضها واستخدامها من قبل شيوخ الطب أباتشي كانت لغزا محيرا لأجناس القرن التاسع عشر لأن "نظرة الأباتشي بخصوص هذه الحبال المقدسة بحيث لا يسمح للغرباء برؤيتهم، ناهيك عن التعامل معهم أو التحدث عنهم."
تعكس نسخة عام 1954 من قاموس العالم الجديد للغة الأمريكية إدراك الناس الهابط الذي يستخدم المصطلح الفعال للشعب في ذلك الوقت: «من المفترض أن يكون للرجل قوى خارقة لعلاج المرض وللسيطرة على الأرواح». في الواقع، فإن تلك التفسيرات لا تعلل ما يمثله «رجال الطب» لمجتمعاتهم ولكن بدلا من ذلك ذكرت الاتفاق الاجتماعي والملاحظات النفسية البعيدة عندما حاولوا تصنيف الأفراد. مصطلح «رجل أو امرأة الطب»، مثل مصطلح«الشامان»، تم انتقاده من قبل الهنود الحمر، بالإضافة إلى غيرهم من المتخصصين في مجالات الدين والأنثروبولوجيا.
بينما علماء الأنثروبولوجيا غير الأصليين يقومون في بعض الأحيان باستخدام مصطلح «الشامان» للمعالجين المحليين في جميع أنحاء العالم، بما في ذلك الأمريكتين، «الشامان» هو اسم محدد للوسيط الروحي من الشعوب التنجوسية في سيبيريا، ولا يتم استخدامه في أمريكا الأصلية (الخاصة بالهنود الحمر) أو مجتمعات الأمم الأولى.
مصطلح «رجل أو امرأة الطب» كما كان يستخدم كثيرا من قبل الأوروبيين للإشارة إلى المعالجين التقليديين الأفارقة، بالإضافة إلى المصطلح المهين، «الأطباء السحرة».

## رجال ونساء الطب في قبيلة شيروكي

### التاريخ
رجال الطب في قبيلة شيروكي يُعتبروا المختارين في قبيلتهم. تم تمرير المعرفة باستمرار لآلاف السنين. قبيلة شيروكي هي واحدة من القبائل الأولى التي شكلت لغة مكتوبة لتسجيل معرفتهم الخاصة بالصيغ والأسرار في دفتر. بعض المعلومات الواردة في هذه الدفاتر مكتوبة بشفرة أو بترددات لمنع الآخرين من محاولة استخدام الدفتر لأغراضهم الخاصة. لا يعتبر رجل الطب الشيروكي «طبيبا»، لأنه من المعروف عنهم امتلاكهم لقوى خارقة للطبيعة يمكن أن تشفي. أبقى رجال الطب أدواتهم التي استخدموها لعلاج أفراد القبائل الأخرى في حزمة الطب. عندما يعالج رجل الطب مرضاه فإن هذا يعتمد بالكامل على الشخص الذي تم معالجته إذا لم يرغبوا في الطب أو لا فقط في حالة إن كان لديهم أي معتقدات أخرى. كانت هناك طريقة أخرى يعالج بها رجال الطب مرضاهم باستخدام الدفاتر المتعرقة وحمامات البخار للتخلص من أي شرور أو للتخلص من السموم التي بأجسادهم. في عام 1978، صدر قانون الحرية الدينية الهندي الأمريكي، والذي سمح لرجال الطب بأن يبدؤوا ممارستهم مرة أخرى. منذ أن تم حظر ممارسة الطب منذ عقود أدي ذلك إلى تلاشيه تماما، حيث أن السبب كان فقط حفنة لا تزال تُمارس هذا اليوم.

### التدريب
تدريب رجل طب شيروكي يستغرق سنوات بسبب الكم الهائل من المعرفة التي يجب أن تمارس. إنهم يتعلمون الأسرار والصيغ التي يتم تسجيلها في الدفاتر. عندما يكون رجل الطب يتعلم أسرار وصيغ جديدة فمن المهم أن لا ينقطع أثناء تسجيل معرفتهم. ومن المهم أيضا أنه إذا لم يكن رجل الطب غير مدرب لاستخدام المعرفة فإنهم يجب ألَّا يمارسوها بدون التدريب المناسب. الذهاب إلى الجبال جزء آخر من التدريب حيث الرقص والغناء ورواية القصص لمدة سبعة أيام في حين تعلم أسرار جديدة عن الناس قليلا. في اليوم السابع يقوم رجال الطب بالرقص في دائرة في الساعات الأكثر ظلمة، بينما يرتفع صوت الطبول حيث يقومون بالرقص على الأغاني المقدسة. بعد سبعة أيام سوف يرجعون ويعودون مرة في السنة ليورثوا أسرارهم لقلة من الناس. دائما ما يتعلم رجل الطب الشيروكي صيغ وأسرار جديدة لمساعدة الجرحى داخل قبيلتهم.

### العصر الحديث
لا يعتبر رجال الطب الشيروكي في العصر الحديث «شامان»، لأنهم يستشيرون رجال الطب الآخرين للحصول على المشورة الطبية. ولكن ليس هناك العديد من رجال الطب الشيروكي التقليديين في مجتمع اليوم. إنهم لا يزالوا مهمين جدا لقبيلة شيروكي. من أجل طلب المساعدة من رجل الطب الشيروكي تحتاج إلى معرفة شخص ما في القبيلة من أجل المضي قدما. ممنوع الدعوة أو محاولة الاتصال برجل طب شيروكي. السبب وراء أن كثيرا من أفراد القبائل لا يزالوا يسعون إلى الرعاية الطبية من رجال الطب هو أنهم لا يعتقدون أن الطب الحديث سيقدم لهم المساعدة. هم يعتقدون أن الأدوية العشبية سوف تزيح المرض إذا استخدمت بكميات صحيحة. إذا كانت القبيلة ستقوم بمشاركة أي من هذه المعرفة مع الغرباء، فإن هذا سيجعل هذه الممارسات العشبية والطقوس ضعيفة.